# Залізнична платформа Клигіно
Залізнична платформа Клигіно (рос. Остановочная Платформа Клыгино) — населений пункт (тип: залізнична платформа) у Сузунському районі Новосибірської області Російської Федерації.
Входить до складу муніципального утворення Малишевська сільрада. Населення становить 20 осіб (2010).

## Історія
Згідно із законом від 2 червня 2004 року органом місцевого самоврядування є Малишевська сільрада.

## Населення
| 2002 | 2007 | 2010 |
| ---- | ---- | ---- |
| 24   | ↗25  | ↘20  |